# Progress (album Juniora Reida)
Progress – czwarty album studyjny Juniora Reida, jamajskiego wykonawcy muzyki roots reggae i dancehall.
Płyta została wydana w roku 1990 przez brytyjską wytwórnią Big Life Records. Produkcją krążka zajął się sam wokalista. W roku 1991 nakładem amerykańskiego labelu Wing Records ukazała się reedycja albumu.

## Lista utworów
1. "Action Speaks Louder Than Words"
2. "Great Train Robbery"
3. "Babylon Release The Chains"
4. "Johnny Johnny"
5. "Long Road"
6. "You Keep Telling Me"
7. "Rumours"
8. "World Cry"
9. "Shanty Town"
10. "Progress"
11. "Stop This Crazy Things"
12. "Who Loves You"

## Muzycy
- Dave "Clem" Clempson - gitara
- John "Segs" Jennings
- John Jamieson - gitara
- Paul Rabiger - gitara
- Guy Pratt - gitara basowa
- Jeff Scantlebury - perkusja
- Steve Sidelnyk - perkusja
- Anthony Thomas - perkusja
- Mark "Snowboy" Cotgrove - perkusja
- Cleveland "Clevie" Browne - perkusja
- Dave Ruffy - instrumenty klawiszowe
- Gary Barnacle - saksofon
- Matt Black - flet
- Ian Devaney - puzon
- Chris Davis - puzon
- Andy Morris - trąbka
- Andy Caine - chórki
- Carol Kenyon - chórki
- Carol Thompson - chórki
- Maggie Ryder - chórki